# Srednja Amerika
Srednja Amerika obuhvaća kopneni most između Sjeverne i Južne Amerike kao i Zapadnoindijske otoke, a zemljopisno i geološki do kopnene prevlake Tehuantepec pripada kontinentu Sjeverne Amerike. Povijesno gledano, Srednja se Amerika može smatrati samostalnim kontinentom. Kopno Srednje Amerike od prevlake Tehuantepec do prevlake Darién na granici između Paname i Kolumbije naziva se Centralna Amerika.
Na tom kopnenom mostu pretežno se govori španjolski. Jedina je iznimka Belize gdje se govori engleski. Na otocima u Karibima govori se engleski, francuski, španjolski i nizozemski. 

## Države na kopnenom mostu
Države na kopnenom mostu od sjevera prema jugu:
- Najjužniji dio Meksika
- Belize
- Gvatemala
- Honduras
- Salvador
- Nikaragva
- Kostarika
- Panama

## Karipske države
- Antigva i Barbuda
- Bahami (zapravo nije dio Kariba)
- Barbados
- Dominika
- Dominikanska Republika (otok Hispaniola)
- Grenada
- Haiti (otok Hispaniola)
- Jamajka
- Kuba
- Sveta Lucija
- Sveti Kristofor i Nevis
- Sveti Vincent i Grenadini
- Trinidad i Tobago

## Zavisna područja
Pored navedenih država, u Karibima se nalaze još i sljedeća zavisna područja:
- Američki Djevičanski otoci (SAD)
- Angvila (Ujedinjeno Kraljevstvo)
- Aruba (Nizozemska)
- Britanski Djevičanski otoci (UK)
- Gvadalupa (Francuska)
- Kajmanski otoci (UK)
- Martinik (Francuska)
- Montserrat (UK)
- Nizozemski Antili (Nizozemska)
- Portoriko (SAD)
- Otoci Turks i Caicos (UK), zapravo nisu dio Kariba